# Deslenda
Deslenda, née le 3 décembre 1963, est une danseuse, et une chorégraphe indonésienne. Elle est également la directrice d’une compagnie de danse fondée en 1991

## Biographie
Elle est née en 1963 à Rumbai, un sous-district de la ville de Pekanbaru, dans la province de Riau, sur l'île de Sumatra. Elle effectue des études sur la danse et les arts du spectacle à l’Institut des arts de Padang jusqu’en 1997, puis complète ce parcours par des études d’anthropologie.
Mais dès 1991, elle crée à Padang (toujours dans l'île de Sumatra) une compagnie de danse, la Galang Dance Company (GDC), initialement sous le nom de Kelompok Olah Tari Galang. Elle s’inspire de formes traditionnelles de danse des Minangkabau (les Minangkabau forment la plus grande société matrilinéaire au monde), comme par exemple l’indang (id), ou le randai. Le randai même de la musique, de la danse, du chant, du théâtre, et se joue en rond, pour établir une forme d’unité et d'égalité entre les participants. Mais, tout en utilisant en partie le vocabulaire gestuel de ces traditions, Deslenda crée des chorégraphies originales telles que : Kaji (études) en 1995, Tuduang en 1997, Gading Bertuah dari Bonjol (L’Ivoire magique de Bonjol) en 1999,ou encore Kancah Bara Sawah Lunto (le chaudron de braises de Sawah Lunto) en 2002. Elle enseigne également la danse, son approche constituant un des éléments de la danse contemporaine en Indonésie). Elle participe également à des manifestations nationales et à de gigantesques danses de groupe (Tarian Massal),,,.
En 1997, elle a reçu le prix de la meilleure chorégraphie de danse contemporaine, décerné par le Gedung Kenesian Jakarta (le centre des arts de Jakarta). Si elle crée des œuvres contemporaines, elle enseigne aussi les danses traditionnelles de la communauté Minangkabau. Un groupe d’enfants formés dans son centre a d’ailleurs été primé en 2018 à un festival international de folklore organisé annuellement à Veliko Tarnovo, dans le centre nord de la Bulgarie.